# Ankica Bašić
Ankica Bašić, coniugata Višekruna (in serbo Анкица Башић-Вишекруна?; 25 settembre 1946), è un'ex cestista jugoslava.

## Carriera
Con la Jugoslavia ha disputato i Campionati mondiali del 1967 e due edizioni dei Campionati europei (1966, 1970).